# Oratorio dei Crociferi

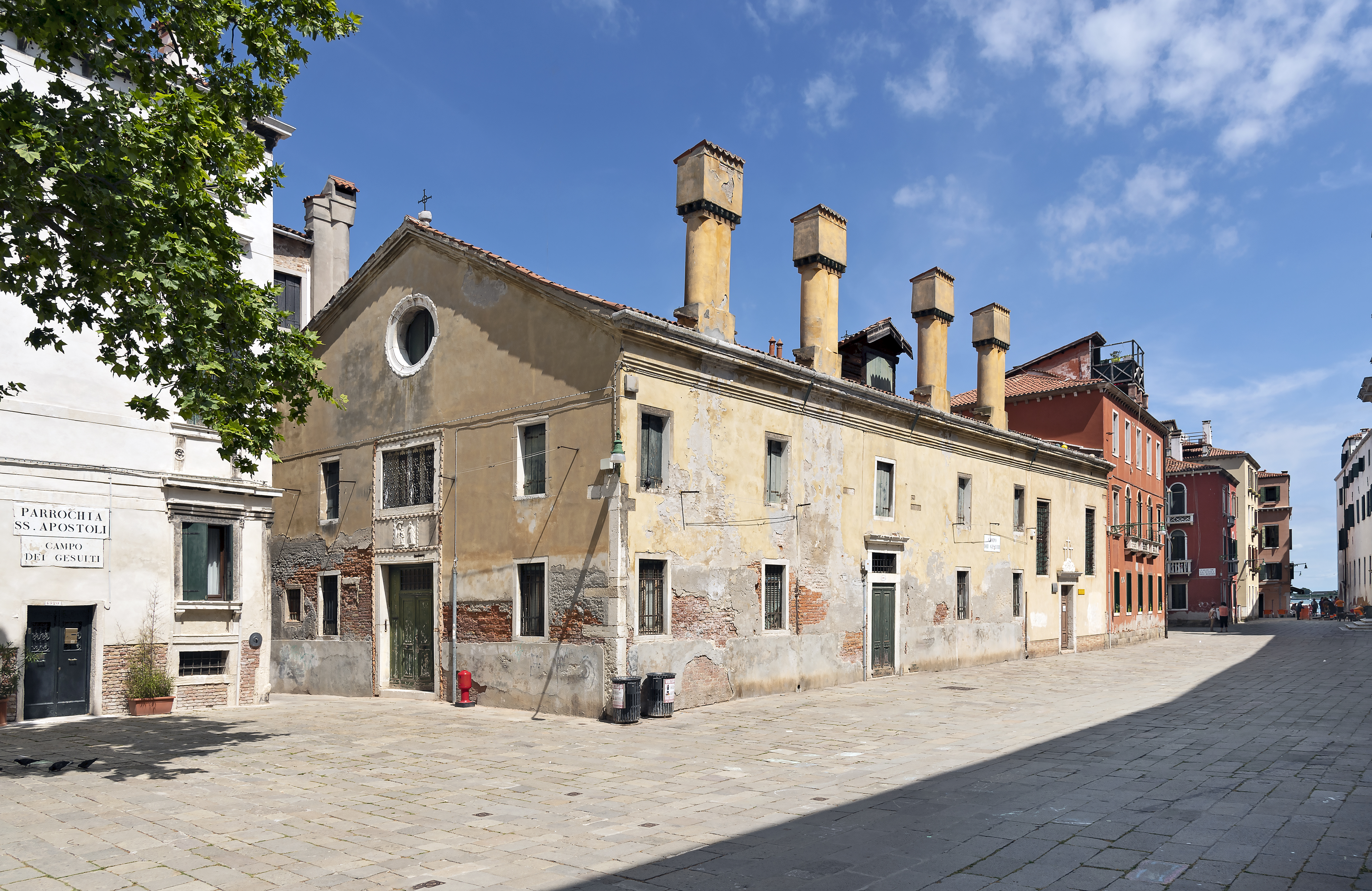
Oratorio dei Crociferi

L'Oratorio dei Crociferi è un piccolo museo di Venezia che custodisce all'interno significative tele di Jacopo Palma il Giovane. Si trova in Campo dei Gesuiti, nel sestiere di Cannaregio.

## Storia
Fu fondato nel XII secolo insieme all'ospedale retto dai Crocigeri, poi diventato ospizio e tuttora adibito alla funzione originale. Nato per dare alloggio e cure a quanti erano in partenza per la Terra santa, nel corso del XIV secolo venne trasformato in ricovero per donne povere che qui ricevevano cure e alloggio e imparavano un mestiere manuale. Distrutto da un incendio nel secolo seguente, i dogi Renier Zen (antico lascito) e Pasquale Cicogna ne finanziarono la ristrutturazione (1553) e la successiva decorazione pittorica culminata nelle 19 tele di Jacopo Palma il Giovane accompagnate, nel soffitto, ai fregi di Baldassarre dalle Grottesche.
In seguito alla soppressione dell'Ordine crocifero nel 1656, i loro beni, tra cui l'Oratorio, passarono ai Gesuiti..
Fortemente danneggiato dall'alluvione del 4 novembre 1966, l'Oratorio è stato chiuso al pubblico per diciott'anni per consentire le necessarie opere di restauro concluse nel 1984.

## Descrizione
L'oratorio presenta una semplice facciata gotica ed un passaggio aereo che lo collega al Palazzo degli Zen, nobile famiglia che lo beneficò sin dal XIII secolo con il lascito del doge Renier Zen. All'interno, il ciclo pittorico, dipinto tra il 1583 ed il 1592, narra episodi relativi ai Crociferi ed ai due dogi benefattori. Anche l'edificio di fronte, con portale sormontato da croci, testimonia la presenza di quell'ordine. Resti dell'antica chiesa sono i quadri pure di Palma il Giovane conservati nella vicina sagrestia della Chiesa dei Gesuiti.

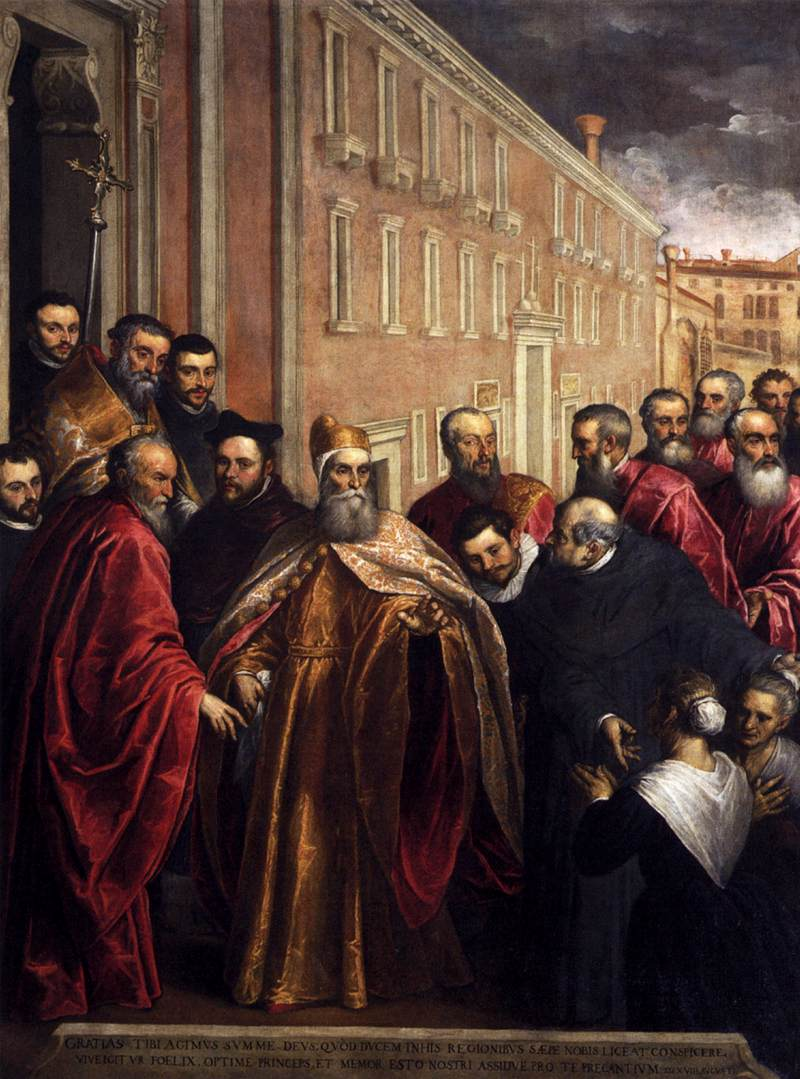
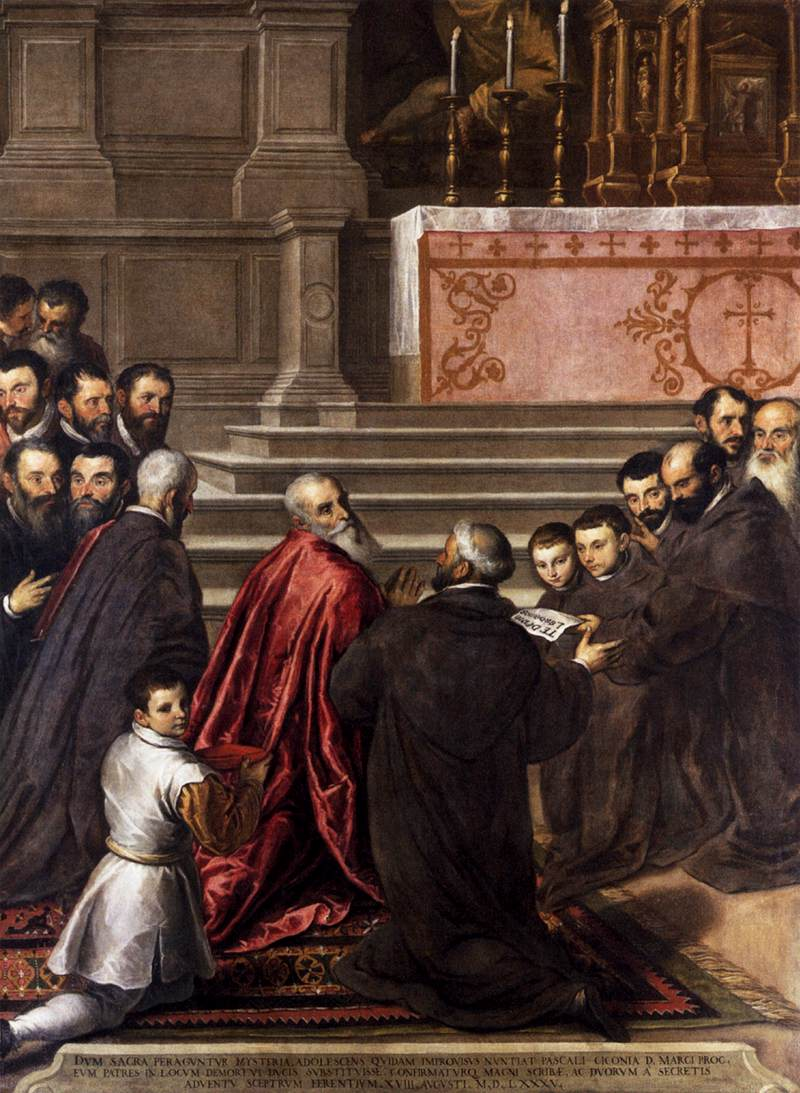
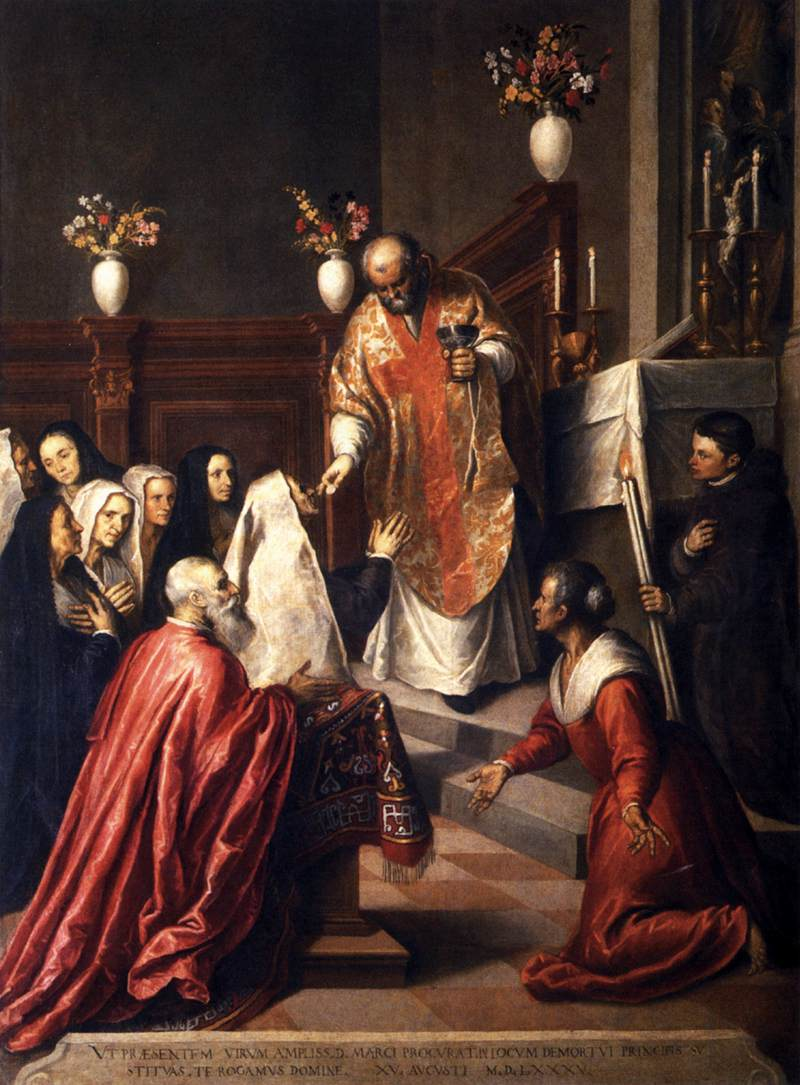
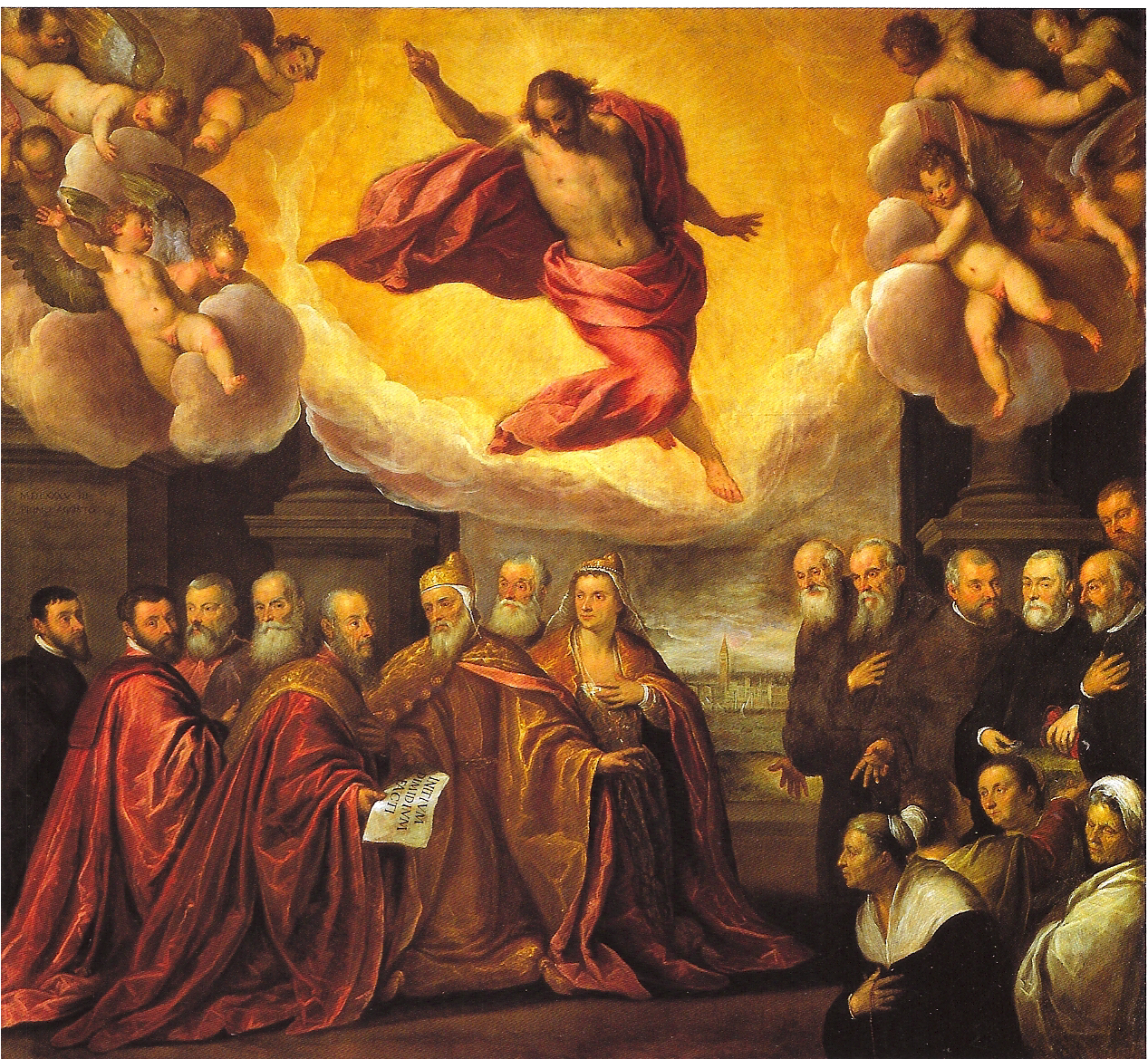
Il doge Renier Zen ed il lascito ai Crociferi.